# 1952 au théâtre
| Années du théâtre : 1949 - 1950 - 1951 - 1952 - 1953 - 1954 - 1955    |
| Décennies du théâtre : 1920 - 1930 - 1940 - 1950 - 1960 - 1970 - 1980 |

Cet article présente les faits marquants de l'année 1952 au théâtre.

## Événements
- 30 avril : ouverture du Palais de Chaillot qui accueille le Théâtre national populaire, première de l'Avare, mis en scène par Jean Vilar.
- Début de la reconstruction de la Volksbühne Berlin par Hans Richter.
- Première édition du Festival des jeux du théâtre de Sarlat (France).
- Première édition du Festival de Stratford du Canada.

## Pièces de théâtre publiées
- La Cantatrice chauve d'Eugène Ionesco, Paris, Cahiers du Collège de 'Pataphysique.
- En attendant Godot de Samuel Beckett, aux éditions de Minuit.

## Pièces de théâtre représentées
- 8 janvier : La Valse des toréadors de Jean Anouilh, mise en scène Roland Piétri, Comédie des Champs-Élysées (création).
- 10 janvier : Capitaine Bada de Jean Vauthier, mise en scène André Reybaz, Théâtre de Poche.
- 14 janvier : Britannicus de Jean Racine, mise en scène, scénographie et costumes de Jean Marais, Comédie-Française
- 25 mars : La Feuille de vigne de Jean Bernard-Luc, mise en scène Pierre Dux, Théâtre de la Madeleine.
- 22 avril : Les Chaises d'Eugène Ionesco, Théâtre Lancry (création).
- juin : La Parodie d'Arthur Adamov, Théâtre Lancry.
- 6 octobre : La Souricière d'Agatha Christie
- 25 novembre : The Mousetrap d'Agatha Christie, New Ambassadors Theatre de Londres, la pièce est encore à l'affiche et compte plus de 20 000 représentations.
- 1er décembre : Mithridate de Jean Racine, mise en scène de Jean Yonnel, Comédie-Française, avec Jean Marais (Xipharès), Jean Yonnel (Mithridate)
- 12 décembre : Hélène ou la joie de vivre d'André Roussin et Madeleine Gray, mise en scène Louis Ducreux, Théâtre de la Madeleine.
- 12 décembre : Cécile ou l'École des pères, de Jean Anouilh, Comédie des Champs-Élysées (création).
- La neige était sale de Frédéric Dard d'après Georges Simenon, mise en scène de Raymond Rouleau, théâtre des Célestins et tournée Herbert-Karsenty.

## Naissances
- 20 janvier : Rimas Tuminas, directeur de théâtre soviétique, puis lituanien.
- 1er février : Jean Avril, dit Jean Roucas, humoriste, imitateur, animateur de télévision, animateur de radio et auteur de théâtre français.
- 2 avril : Thierry le Luron, humoriste français.
- 16 avril : Michel Blanc, acteur, réalisateur, scénariste et dialoguiste français.
- 6 mai : Christian Clavier, acteur, scénariste et producteur français.
- 15 juillet : Daniel Mesguich, metteur en scène français.
- 3 novembre : Michel Boujenah, acteur, humoriste et réalisateur franco-tunisien.
- 24 novembre : Thierry Lhermitte, acteur, scénariste, auteur de théâtre et producteur de cinéma français.

Date non précisée : 
- Pascal Racan, acteur belge.
- Olivier Saladin, acteur français.

## Décès
- 11 mars : Pierre Renoir (°1885).
- 3 novembre : Louis Verneuil (°1893).